# R6-os autóút (Szlovákia)
A szlovákiai R6-os gyorsforgalmi út egy kisrészben 2x1 sávon üzemelő és tervezett gyorsforgalmi út Szlovákia északnyugati részén. Az első része a D1-es autópályától és egyben Bellus településtől Alsókocskóc községig tart. Puhóig a jelenlegi a 49-es főutat váltja ki új, településeket elkerülő nyomvonalon, majd a Vág folyót keresztezve a meglévő 49-es főúttal párhuzamosan tervezik kiépíteni csatlakozva a Csehországban tervezett D49-es autóúthoz.

## Története
Az eredeti nyomvonal még a Csehszlovákiaban kijelölt mobil utak részeként a Prága-Kassa autópálya része lett volna. Az R6-os autóút jelenlegi rövid szakasza három ütemben valósul meg. Az első ütemben az R6 és D1 autópálya csomópontja került megépítésre Bellus kijáratig 1,2 km hosszúsággal. A második szakasz a Bellus kijárat és Alsókocskóc között új Vág híddal jött létre, amely 49-es főútként van már jelölve. A kiépítése 2x1 sávos és a műtárgya is ehhez igazodva épültek meg 7,7 km hosszban. A kivitelezésre 1997 és 2005. között került sor.

## Tervezett szakaszok
A hiányzó szakasz félautópályaként van tervezve. A Környezetvédelmi Minisztérium végleges véleményét 2009. márciusában adta ki, és az ún. kombinált változatra, amelyet a korábbi több nyomvonal javasolt kombinálásával hoztak létre az érintett szervezetek és önkormányzatok észrevételeivel összhangban. Ennek a szakasznak a hossza 23,202  kilométer, ebből 4,866 km lenne a Puhó elkerülő szakasz kivitelezése. Az építkezés két egyoldalú pihenőhelyet is magában foglal, az egyik Donány közelében a Cseh Köztársaság irányában, a másik Fehérhalom közelében Puhó irányában. Az eredeti tervek szerint 2014. szeptember és 2018. július közötti valósult volna 
meg. Az építési költségeket 285,815 millió euróra becsülték. A kiépülő út szintén félautóút lett volna, és a második pálya csak a távoli időpontban (2030 után) készülne el.

## Díjfizetés
Az út díjfizetés ellenében vehető majd igénybe.